# Municipio de Onekama
El municipio de Onekama (en inglés: Onekama Township) es un municipio ubicado en el condado de Manistee en el estado estadounidense de Míchigan. En el año 2010 tenía una población de 1329 habitantes y una densidad poblacional de 21,89 personas por km².

## Geografía
El municipio de Onekama se encuentra ubicado en las coordenadas 44°23′1″N 86°13′30″O / 44.38361, -86.22500. Según la Oficina del Censo de los Estados Unidos, el municipio tiene una superficie total de 60.72 km², de la cual 47,72 km² corresponden a tierra firme y (21.42 %) 13 km² es agua.

## Demografía
Según el censo de 2010, había 1329 personas residiendo en el municipio de Onekama. La densidad de población era de 21,89 hab./km². De los 1329 habitantes, el municipio de Onekama estaba compuesto por el 96,91 % blancos, el 0,08 % eran afroamericanos, el 0,98 % eran amerindios, el 0,53 % eran asiáticos, el 0,23 % eran de otras razas y el 1,28 % eran de una mezcla de razas. Del total de la población el 1,13 % eran hispanos o latinos de cualquier raza.